# Infiniment (album)
Pour les articles homonymes, voir Infiniment.
Infiniment est une compilation posthume de Jacques Brel, éditée par Barclay en 2003 à l'occasion du vingt-cinquième anniversaire de sa mort. Les chansons qu'elle rassemble ont été remasterisées en haute définition, et certaines d'entre elles étaient jusqu'alors restées inédites par volonté de leur auteur.

## Titre
Le titre de cette compilation, « infiniment », est un adverbe qui revient souvent dans les paroles des chansons de Brel :
- Le Plat Pays : « Avec infiniment de brumes à venir »
- Orly : « Et puis infiniment / Comme deux corps qui prient / Infiniment lentement / Ces deux corps se séparent »
- Les Marquises : « Et la mer se déchire, infiniment brisée »
- L'Enfance : « L'enfance / Qui nous empêche de la vivre / De la revivre infiniment »

Déjà à l'époque scolaire, Brel aimait utiliser cet adverbe : il a ainsi confié à Paul-Robert Thomas qu'il « n'avai[t] pas le droit d'écrire dans une rédaction : “le désert : du sable infiniment” », et l'un de ses premiers poèmes contient le vers « La mer est belle et longue infiniment ».
Il est si caractéristique de son œuvre qu'Olivier Todd le qualifie d'« adverbe brélien ».

## Chansons inédites
Les cinq chansons inédites présentes sur cette compilation avaient été enregistrées peu de temps avant la mort de Brel, à l'automne 1977, pour figurer sur son dernier album intitulé Les Marquises. Le chanteur en avait refusé la sortie, les jugeant trop peu abouties ; il avait ainsi écrit une lettre à Eddie Barclay, interdisant qu'on les sorte sans son accord. Ce fut néanmoins fait dans cette compilation, avec l'accord de ses ayants droit, son épouse Thérèse Michielsen (dite « Miche ») et sa fille France.
Eddie Barclay s'est opposé à cette sortie, mais la maison de disques Barclay, qu'il a fondée et qui avait édité Les Marquises, appartient désormais à Universal Music France ; or le P-DG de cette dernière, Pascal Nègre, a décidé de présenter au public ces cinq inédits.
Cette décision a été controversée en raison du fait qu'elle allait à l'encontre de la volonté de l'artiste défunt. Miche s'en explique par le fait que les titres étaient prêts à être sortis, et que dans sa lettre, Brel demande simplement à Barclay d'attendre ses instructions avant de les sortir, pas de ne pas les sortir du tout. Nègre se justifie en rappelant que la fondation Brel (dirigée par Miche et France Brel), et certaines stations de radio belges, avaient commencé à diffuser ces inédits dès l'exposition Brel, le droit de rêver, plus tôt dans l'année.
- La Cathédrale : qui devient esquif, navire qui entame un tour du monde onirique.
- L'amour est mort : décrit un couple, autrefois heureux, mais désormais usé et où l'amour a peu à peu disparu.
- Mai 40 : raconte l'invasion de la Belgique par les troupes du Troisième Reich, au début de la Seconde Guerre mondiale, en mai 1940.
- Avec élégance : Brel y décrit sa peur de vieillir, et la nécessité de rester digne jusqu'au bout ; elle peut être perçue comme un testament de ses émotions.
- Sans exigences : un homme y regrette sa passivité à l'égard de sa compagne qui l'a quitté.

Les chansons Quand on n'a que l'amour et Le Prochain amour, bien que déjà parues, sont présentes dans cet album avec des arrangements différents, inédits jusqu'alors.

## Différentes éditions
La compilation a été éditée sous plusieurs formes.
La première, sortie fin septembre 2003, est un double disque rassemblant quarante chansons, dont les cinq inédits. Une deuxième version, ne comportant qu'un seul disque, est sortie un peu plus tard, en mai 2004, réunissant vingt chansons, parmi lesquelles seuls deux des cinq inédits étaient présents. Chacune de ces deux versions a été éditée à la fois en CD et en SACD ; c'était la première fois que Brel était édité en SACD, support qui fournit une qualité sonore supérieure au CD (les albums Les Marquises et Olympia 1961 ont été subséquemment réédités sur ce support).
La compilation est également sortie en cassette audio, avec 24 titres dont les cinq inédits.
Les différentes éditions sont les suivantes, avec leur numéro de catalogue / identifiant EAN 13 (les liens pointent vers la base de données « Phonogrammes » de la SCPP) :
|           | CD                        | CD                        | SACD                      | Cassette audio            |
| Digipack  | Cristal                   |                           | SACD                      | Cassette audio            |
| --------- | ------------------------- | ------------------------- | ------------------------- | ------------------------- |
| 2 disques | 980 839-3 / 0602498083932 | 980 839-6 / 0602498083963 | 980 907-5 / 0602498090756 | 980 839-9 / 0602498083994 |
| 1 disque  | 981 841-1 / 0602498184110 | 981 841-0 / 0602498184103 | 981 840-9 / 0602498184097 | 980 839-9 / 0602498083994 |

## Liste des pistes
| Piste (2 CD) | Piste (1 CD) | Piste (K7) | Titre                                      | Durée | Année d'enre- gistrement | Année de 1re publication | Identifiant ISRC |
| ------------ | ------------ | ---------- | ------------------------------------------ | ----- | ------------------------ | ------------------------ | ---------------- |
| CD 1 – 01    | 18           | A – 01     | La Quête (extrait de L'Homme de la Mancha) | 2:38  | 1968                     | 1968                     | FR-Z01-68-00040  |
| CD 1 – 02    | 02           | A – 02     | La Cathédrale                              | 4:43  | 1977                     | inédit                   | FR-Z01-77-01930  |
| CD 1 – 03    | 01           | A – 03     | L'amour est mort                           | 4:01  | 1977                     | inédit                   | FR-Z01-77-01910  |
| CD 1 – 04    |              | A – 04     | Mai 40                                     | 3:38  | 1977                     | inédit                   | FR-Z01-77-01920  |
| CD 1 – 05    |              | A – 05     | Avec élégance                              | 2:53  | 1977                     | inédit                   | FR-Z01-77-01890  |
| CD 1 – 06    |              | A – 06     | Sans exigences                             | 3:05  | 1977                     | inédit                   | FR-Z01-77-01900  |
| CD 1 – 07    | 15           | A – 07     | Les Marquises                              | 3:53  | 1977                     | 1977                     | FR-Z01-77-00080  |
| CD 1 – 08    |              |            | Orly                                       | 4:20  | 1977                     | 1977                     | FR-Z01-77-00040  |
| CD 1 – 09    |              |            | La ville s'endormait                       | 4:36  | 1977                     | 1977                     | FR-Z01-77-00010  |
| CD 1 – 10    |              |            | Jojo                                       | 3:12  | 1977                     | 1977                     | FR-Z01-77-00200  |
| CD 1 – 11    |              |            | J'arrive                                   | 4:44  | 1968                     | 1968                     | FR-Z01-68-00240  |
| CD 1 – 12    | 16           | A – 08     | Quand on n'a que l'amour                   | 2:33  | 1960                     | 1960                     | FR-Z03-60-01430  |
| CD 1 – 13    | 04           | A – 09     | Le Plat Pays                               | 2:41  | 1962                     | 1962                     | FR-Z01-62-00090  |
| CD 1 – 14    |              | A – 10     | Mon enfance                                | 5:35  | 1967                     | 1967                     | FR-Z01-67-00130  |
| CD 1 – 15    | 07           | A – 11     | Les Vieux                                  | 4:04  | 1963                     | 1963                     | FR-Z01-63-00370  |
| CD 1 – 16    |              |            | La Chanson de Jacky                        | 3:25  | 1966                     | 1966                     | FR-Z01-66-00070  |
| CD 1 – 17    | 06           | A – 12     | La Valse à mille temps                     | 3:49  | 1959                     | 1959                     | FR-Z03-59-00300  |
| CD 1 – 18    |              |            | Le Prochain Amour                          | 4:22  | 1961                     | 1961                     | FR-Z03-61-00300  |
| CD 1 – 19    | 17           | B – 11     | La Chanson des vieux amants                | 4:27  | 1967                     | 1967                     | FR-Z01-67-00050  |
| CD 1 – 20    | 19           | B – 12     | Ne me quitte pas                           | 4:14  | 1972                     | 1972                     | FR-Z01-72-00700  |
| CD 2 – 01    | 14           |            | Amsterdam (live à l'Olympia 1964)          | 2:56  | 1964                     | 1964                     | FR-Z01-64-00030  |
| CD 2 – 02    |              |            | La Bière                                   | 3:11  | 1968                     | 1968                     | FR-Z01-68-00250  |
| CD 2 – 03    |              |            | Bruxelles                                  | 2:58  | 1962                     | 1962                     | FR-Z01-62-00040  |
| CD 2 – 04    |              |            | Le Diable (Ça va)                          | 2:22  | 1955                     | 1955                     | FR-Z03-55-00060  |
| CD 2 – 05    |              |            | Il nous faut regarder                      | 2:20  | 1955                     | 1955                     | FR-Z03-55-00070  |
| CD 2 – 06    |              |            | L'Enfance (extrait du Far West)            | 2:51  | 1973                     | 1973                     | BE-Z01-73-80010  |
| CD 2 – 07    | 09           | B – 01     | Ces gens-là                                | 4:38  | 1966                     | 1966                     | FR-Z01-66-00100  |
| CD 2 – 08    | 10           | B – 02     | Les Bonbons                                | 3:29  | 1964                     | 1964                     | FR-Z01-64-00410  |
| CD 2 – 09    |              | B – 03     | Les Flamandes                              | 2:33  | 1959                     | 1959                     | FR-Z03-59-01140  |
| CD 2 – 10    | 08           | B – 04     | Les Bourgeois                              | 2:53  | 1962                     | 1962                     | FR-Z01-62-00100  |
| CD 2 – 11    |              | B – 05     | Jef                                        | 3:35  | 1964                     | 1964                     | FR-Z01-64-00080  |
| CD 2 – 12    | 05           | B – 06     | Mathilde                                   | 2:35  | 1964                     | 1964                     | FR-Z01-64-00090  |
| CD 2 – 13    |              |            | Marieke                                    | 2:40  | 1961                     | 1961                     | FR-Z03-61-01460  |
| CD 2 – 14    | 03           | B – 07     | Madeleine                                  | 2:39  | 1961                     | 1962                     | FR-Z01-61-00010  |
| CD 2 – 15    |              | B – 08     | Les Bigotes                                | 2:41  | 1963                     | 1963                     | FR-Z01-63-00030  |
| CD 2 – 16    | 11           |            | Vesoul                                     | 3:07  | 1968                     | 1968                     | FR-Z01-68-00070  |
| CD 2 – 17    | 12           |            | Le Moribond                                | 3:07  | 1961                     | 1961                     | FR-Z03-61-00490  |
| CD 2 – 18    | 13           | B – 09     | Au suivant                                 | 3:06  | 1964                     | 1964                     | FR-Z01-64-00060  |
| CD 2 – 19    |              | B – 10     | Le Dernier Repas                           | 3:25  | 1964                     | 1964                     | FR-Z01-64-00020  |
| CD 2 – 20    |              |            | Je suis un soir d'été                      | 4:08  | 1968                     | 1968                     | FR-Z01-68-00060  |